# Macintosh 128K

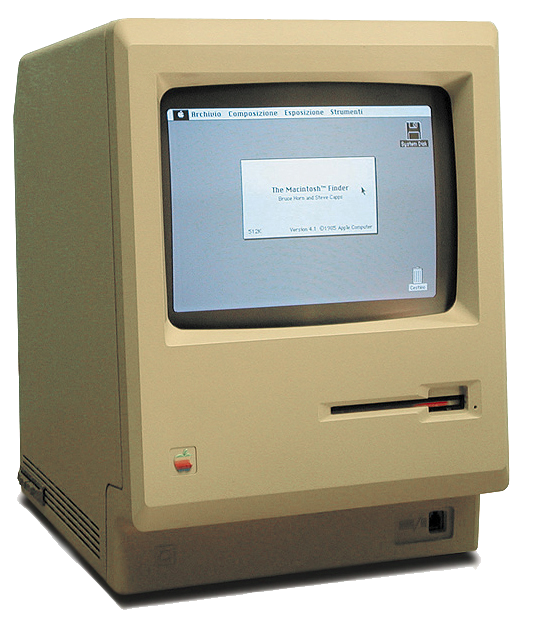
Macintosh 128k

Macintosh 128K byl osobní počítač firmy Apple, který byl prvním z rodiny Macintosh. Obsahoval monitor a byl dodáván s klávesnicí a myší. Na trh byl uveden 24. ledna 1984 a součástí jeho reklamní kampaně byla televizní reklama (vysílaná například stanicí CBS) natočená Ridley Scottem, která parafrázovala román 1984 anglického spisovatele George Orwella (firma IBM v ní figurovala jako velký bratr).
Z počátku se Macintosh 128K prodával za 2495 amerických dolarů a do 3. května se jej podařilo prodat 70 000 kusů, což byl v dané době úspěch. Časem prodeje klesaly a firma ho přestala prodávat v říjnu 1985, kdy už déle než rok sdílel trh se svým nástupcem Macintoshem 512K.
Je považován za první skutečně komerčně úspěšný osobní počítač s grafickým uživatelským rozhraním.

## Hardware
Počítač byl založen na procesoru Motorola 68000, který měl taktovací kmitočet 8 MHz. Procesor byl 16bitovou sběrnicí připojen k 128 KB paměti typu DRAM, kterou nebylo možné rozšířit, což byl pro multimediální aplikace limitující faktor.
Dodávaná obrazovka měla úhlopříčku 23 centimetrů, byla černobílá a měla rozlišení 512×342 pixelů, což zavedlo pro DTP standardní rozlišení 72 PPI.
Připojování dodatečných zařízení bylo realizováno dvěma nestandardními konektory typu RS-422 z rodiny D-Sub, které byly označovány jako „tiskárna“ a „modem“.
Pro ukládání dat byla určena jediná mechanika pro diskety o průměru 3,5 palce a kapacitě 400kB.
Systém byl poměrně tichý, neboť spoléhal na pasivní chlazení a neobsahoval ventilátor, což ovšem občas vedlo k přehřívání a selhávání součástek.